# Eupeodes fallax
Eupeodes fallax är en tvåvingeart som först beskrevs av Matsumura 1918.  Eupeodes fallax ingår i släktet fältblomflugor, och familjen blomflugor. Inga underarter finns listade i Catalogue of Life.